# Simonstjärnen, Hälsingland
Simonstjärnen är en sjö i Bollnäs kommun i Hälsingland och ingår i Testeboåns huvudavrinningsområde.